# Fredrik Reinfeldt
John Fredrik Reinfeldt (uttal [²'rajnˌfɛlt]), född 4 augusti 1965 i Österhaninge i Stockholms län, är en svensk politiker (moderat) som var Sveriges statsminister mellan åren 2006 och 2014. 
Reinfeldt var ordförande för Moderata ungdomsförbundet 1992–1995, riksdagsledamot 1991–2014 och partiledare för Moderaterna 2003–2015. Som partiledare lanserade han programmet De nya Moderaterna 2005 och var 2004 en av de drivande i formandet av det borgerliga samarbetet Allians för Sverige, som med Reinfeldt som statsministerkandidat sedan vann riksdagsvalen 2006 och 2010.
Mellan 2023 och 2025 var Reinfeldt ordförande för Svenska Fotbollförbundet. Han är utbildad civilekonom.

## Biografi

### Uppväxt och familj
Fredrik Reinfeldt föddes 1965 som äldsta barn i familjen, som då bodde i en lägenhet i Österhaninge, men flyttade strax därpå till London där fadern Bruno Reinfeldt (1938–2016) under två år var konsult för Shell. När familjen återvände till Sverige bodde de först i en lägenhet i Handen, innan de flyttade till ett radhus i Bromsten. År 1969 och 1973 föddes bröderna Magnus och Henrik. År 1979 flyttade familjen till ett enfamiljshus i Täby. Fredrik Reinfeldts far verkade som konsult och engagerade sig som kommunalpolitiker i Täby kommun för Moderaterna fram tills han i februari 2009 lämnade alla politiska uppdrag efter att blivit fälld för rattfylleri. Fredrik Reinfeldts mor Birgitta Reinfeldt Tunved är ledarskaps- och managementkonsult. Föräldrarna var skilda sedan 1985.
Fredrik Reinfeldt blev vid elva års ålder elevrådsordförande. Han var också med i flera amatörteaterföreställningar, spex och revyer. Efter gymnasietiden vid Åva gymnasium gjorde han sin värnplikt som lapplandsjägare vid Lapplands jägarregemente (I 22), där han blev vald till Värnpliktsriksdagen för att av den bli utsedd till vice ordförande i Värnpliktsrådet. Vidare lämnade han kadettskolan i Umeå som kursetta. I januari 1990 avlade han ekonomie magisterexamen om 140 poäng vid Stockholms universitet och började använda titeln civilekonom. Under hösten 1987 läste han även en grundkurs i statsvetenskap om 20 poäng, som han emellertid aldrig slutförde; han saknar 4 poäng för fullgjord kurs.
År 1992 gifte Fredrik Reinfeldt sig med Filippa Reinfeldt, född Holmberg, som senare kom att bli moderat landstingsråd i Stockholms läns landsting. Paret bodde i ett enfamiljshus i Täby kommun tillsammans med sina tre barn, av vilka Gustaf Reinfeldt är ett. 2007 flyttade familjen till statsministerns tjänstebostad Sagerska palatset. Den 7 mars 2012 offentliggjordes makarnas separation och 11 juli samma år lämnade paret in skilsmässoansökan, som trädde i kraft 2013.
I februari 2015 berättade Reinfeldt att han och hans tidigare presschef Roberta Alenius var ett par. Deras dotter föddes den 2 maj 2017. I augusti 2022 blev det offentligt att paret separerat.

### Politisk karriär fram till konflikten med partiledningen 1995
Reinfeldt gick med i Moderata ungdomsförbundet 1983, arton år gammal. Han var under studietiden vid Stockholms universitet engagerad i Borgerliga Studenter – Opposition '68 och var dess ordförande 1988–1989. År 1988 blev han invald i Täbys kommunfullmäktige och var också borgarrådssekreterare i Stockholm. År 1990 blev han ordförande för Täbys Moderata ungdomsförbund och 1991 blev han invald i riksdagen.
Reinfeldt valdes till ny ordförande för Moderata ungdomsförbundet på förbundsstämman i Lycksele 1992, med siffrorna 58–55 över den dåvarande ordföranden Ulf Kristersson. Denna kongress var kulmen på en lång period av interna stridigheter mellan de konservativa och liberala grupperingarna inom förbundet, där Reinfeldt representerade de konservativa. 1995 till 1997 var han också ordförande för det europeiska nätverket Democrat Youth Community of Europe.
År 1993 skrev Fredrik Reinfeldt boken Det sovande folket, där han kritiserar den svenska välfärdsstaten och argumenterar för ett liberalt samhällssystem. Han skrev bland annat "Vi vill inte se ett samhälle där människor svälter, men i övrigt skall inga standardkrav skattefinansieras". Boken kom även att hemsöka Reinfeldt senare, när han fick erhålla kritik för fraser som "Svenskarna är mentalt handikappade och indoktrinerade att tro att politiker kan skapa och garantera välfärd." Efter den borgerliga valförlusten 1994 gick han till angrepp mot den dåvarande partiledaren Carl Bildt, som han ansåg hade fått en alltför stor dominans inom partiet. I boken Nostalgitrippen kort därefter beskrev han ett tiotal personer inom den moderata ledningen, bland andra Gunnar Hökmark och Bo Lundgren, som "Carl Bildt-kopior". Detta ledde i sin tur till hård motkritik från den moderata riksdagsgruppen, som ansåg att Reinfeldt hade gått över gränsen. Den 14 februari 1995 kallades han till ett möte med riksdagsgruppen, som han själv beskrivit som en "enda lång utskällning". Efter detta tonade han ned sin kritik och lade sig inom den moderata mittfåran, men han fick under de följande åren inga viktiga politiska uppdrag.

### Partiordförande och De nya Moderaterna

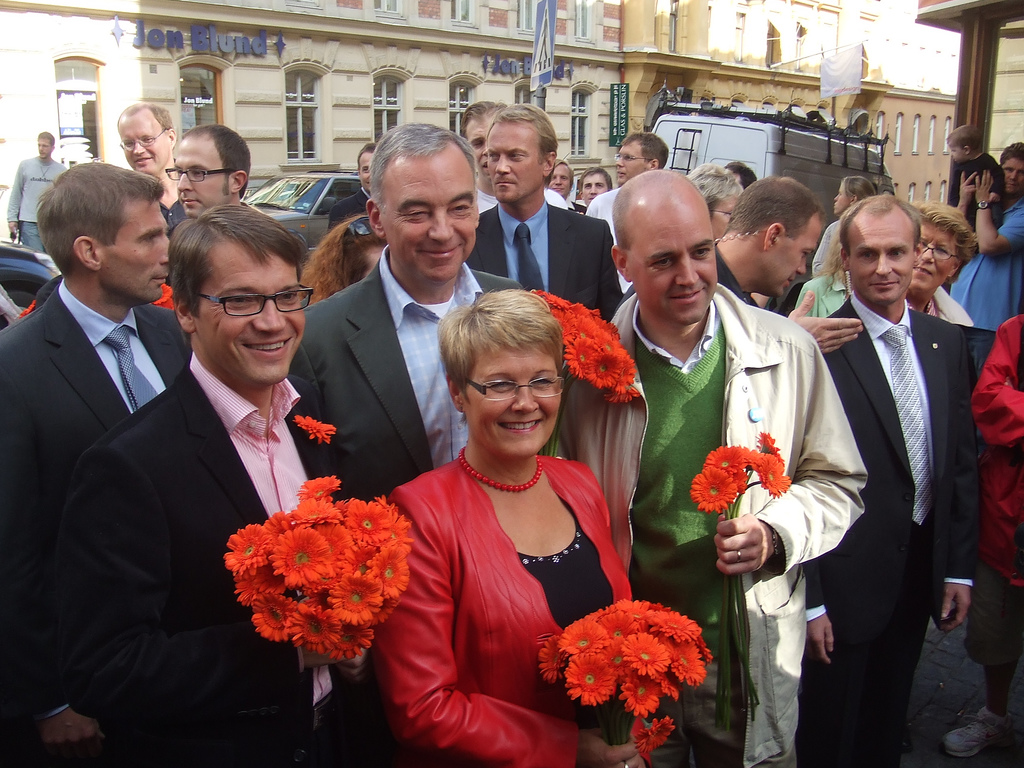
Reinfeldt i Allians för Sverige tillsammans med Göran Hägglund, Lars Leijonborg, och Maud Olofsson i valrörelsen 2006.

När Bo Lundgren 1999 valdes till ny partiordförande invaldes Reinfeldt samtidigt i riksdagsgruppens förtroenderåd, vilket blev den första viktiga posten sedan konflikten med partiledningen. Från 2001 till 2002 var han ordförande i riksdagens justitieutskott. Efter Moderaternas stora nederlag i valet 2002 utsågs Reinfeldt till gruppledare i riksdagen, talesman i ekonomiska frågor samt vice ordförande i finansutskottet. På Moderaternas partistämma den 25 oktober 2003 valdes Reinfeldt enhälligt till ny partiordförande efter Bo Lundgren.
Som ny partiordförande var Reinfeldt drivande i förändringen av Moderaternas framtoning och politik under begreppet "de nya Moderaterna". Det nya programmet lanserades på partiets arbetsstämma 2005 i Örebro med uttalat fokus på:
- "Det skall löna sig att arbeta"
- "Satsningar på välfärden"; främst skola, vård och omsorg
- "Nolltolerans mot brott"

Moderaterna med Reinfeldt fördjupade det borgerliga samarbetet inför det kommande riksdagsvalet och lanserade 31 augusti 2004 tillsammans med de tre andra borgerliga riksdagspartierna Allians för Sverige, för att bilda gemensam front mot den dåvarande socialdemokratiska regeringen. Valrörelsen inför riksdagsvalet 2006 dominerades av arbetsmarknadsfrågor. Här var särskilt de borgerliga partierna pådrivande och både alliansen och lanseringen av De nya Moderaterna fick stort genomslag. Även Fredriks Reinfeldts person, som uppfattades mer ungdomlig och fräsch än Göran Persson, har uppgetts vara en positiv faktor för det borgerliga blocket.

### Ämbetstiden som Sveriges statsminister 2006–2014

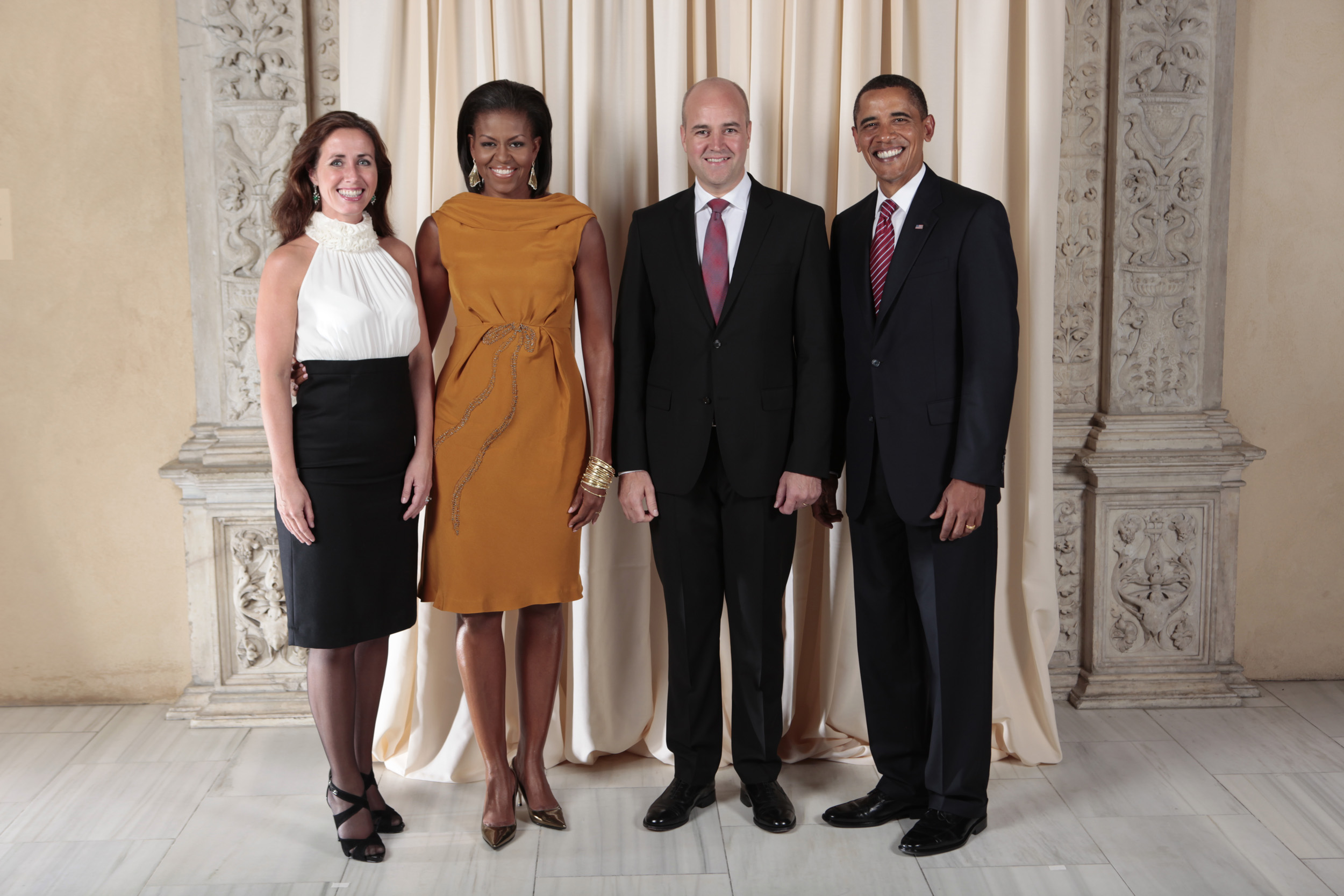
Reinfeldt tillsammans med dåvarande hustrun Filippa och Michelle och Barack Obama vid Metropolitan Museum of Art i New York den 23 september 2009.

Valet 2006 blev en stor framgång för Reinfeldt och Moderaterna som med 26,23 procent av rösterna gjorde sitt bästa val sedan 1928. Tillsammans med de tre andra partierna i den borgerliga koalitionen Allians för Sverige vann partiet regeringsmakten, med 178 av riksdagens mandat bakom sig. Regeringen Reinfeldt tillträdde den 6 oktober 2006. Den nya regeringen fick från start arbeta i opinionsmässig motvind där Alliansen i undersökningar som mest låg under oppositionen med 19,4 procentenheter (Sifos mätning i februari 2008). Först från försommaren 2010 visade undersökningarna återigen ett övertag.
Ministertillsättningarna skapade de så kallade ministeraffärerna som medförde ett stort tapp i opinionen redan de första veckorna. Ett snabbt genomförande av ett antal reformer, i sig i enlighet med valmanifestet, resulterade i ytterligare försämrade opinionssiffror. Fredrik Reinfeldt fick i samband med detta kritik inte bara för besluten utan också för dålig kommunikationshantering. Senhösten 2007 kom sedan Fredrik Reinfeldts statssekreterare, med ansvar för bland annat just kommunikation, Ulrica Schenström att bli indragen i ett slags affär och avgick, vilket blev slutet på denna inledningsperiod.
2008 inleddes Finanskrisen 2008–2009 som fick stora konsekvenser för Sveriges ekonomi 2008–2009. Regeringen fick inledningsmässigt kritik för passivitet och att hålla för hårt i finanserna. 2010 var krisen över och när Sverige då visade sig komma ur krisen bättre än andra industriländer, så kunde just denna hantering lyftas fram av regeringen som en styrka i valrörelsen inför riksdagsvalet 2010. Under andra halvåret av 2009 var Sverige ordförandeland i Europeiska unionen och det var under Sveriges ordförandeskap som Lissabonfördraget trädde i kraft, den 1 december 2009. Fredrik Reinfeldt hade också i sin roll som Europeiska rådets ordförande att driva EU:s arbete med att få till en bindande överenskommelse vid Förenta nationernas klimatkonferens i Köpenhamn 2009, vilket dock inte lyckades.

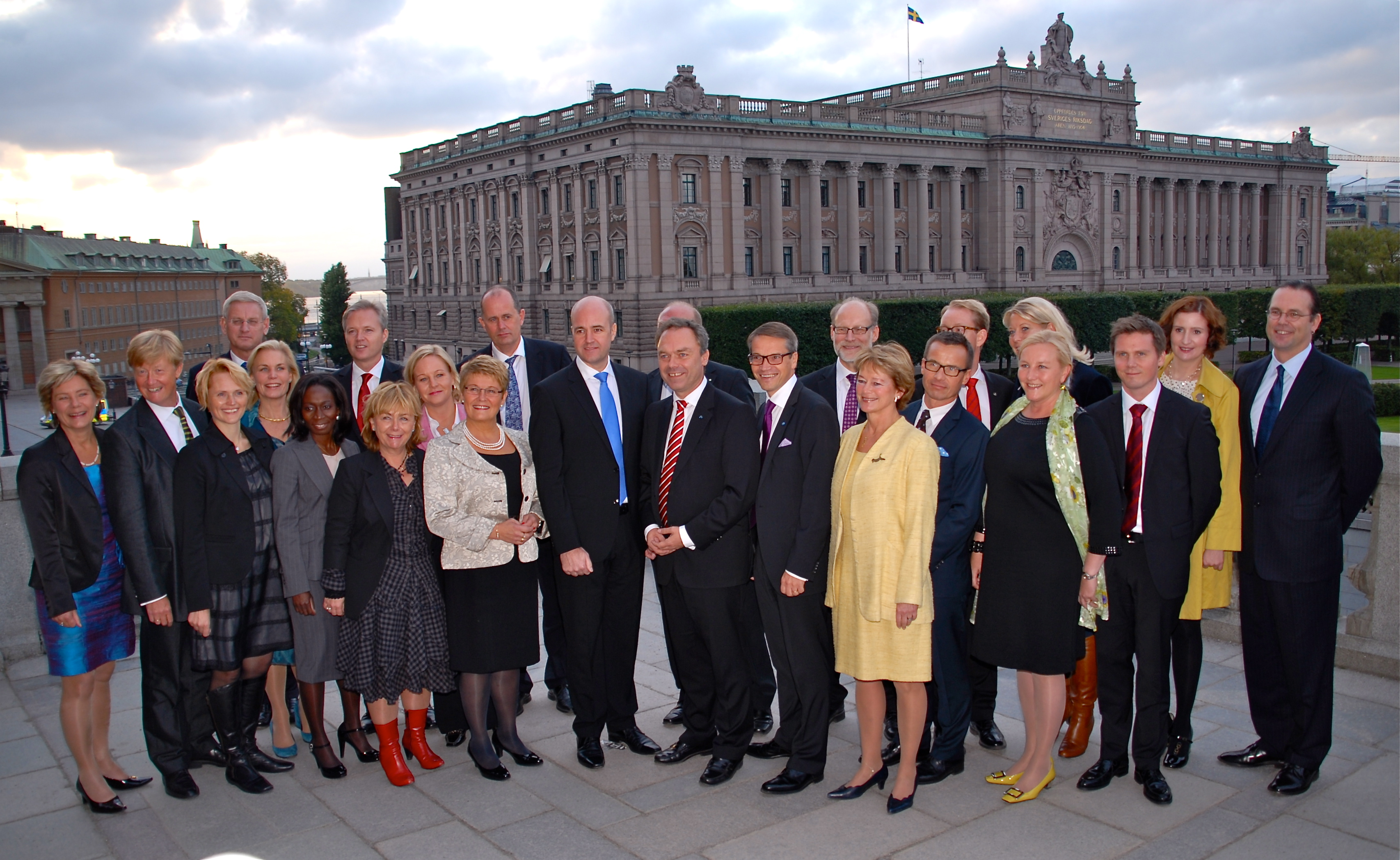
Regeringen Reinfeldt 2010

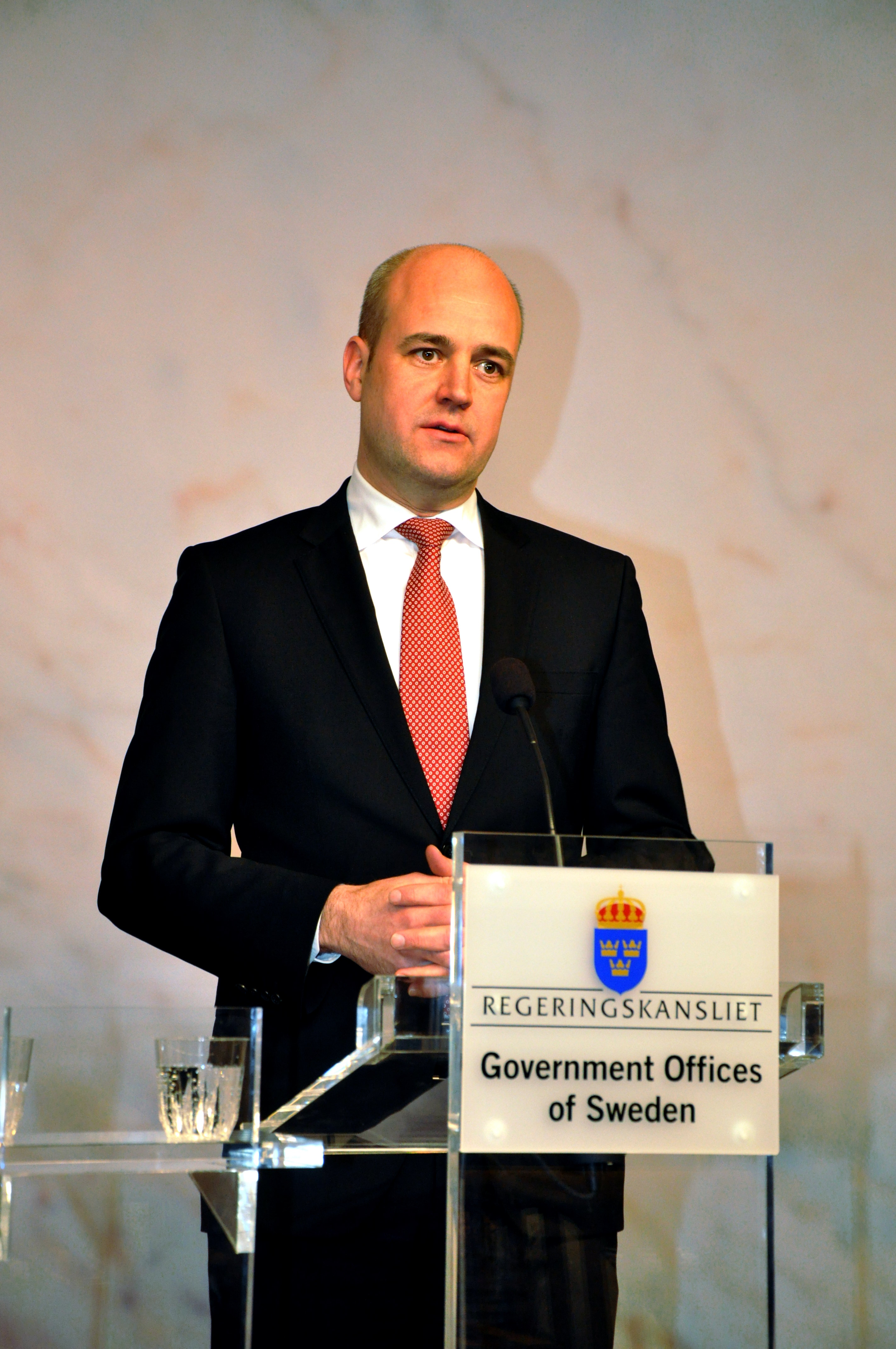
Reinfeldt vid en presskonferens i samband med det estniska statsbesöket i Sverige, januari 2011.

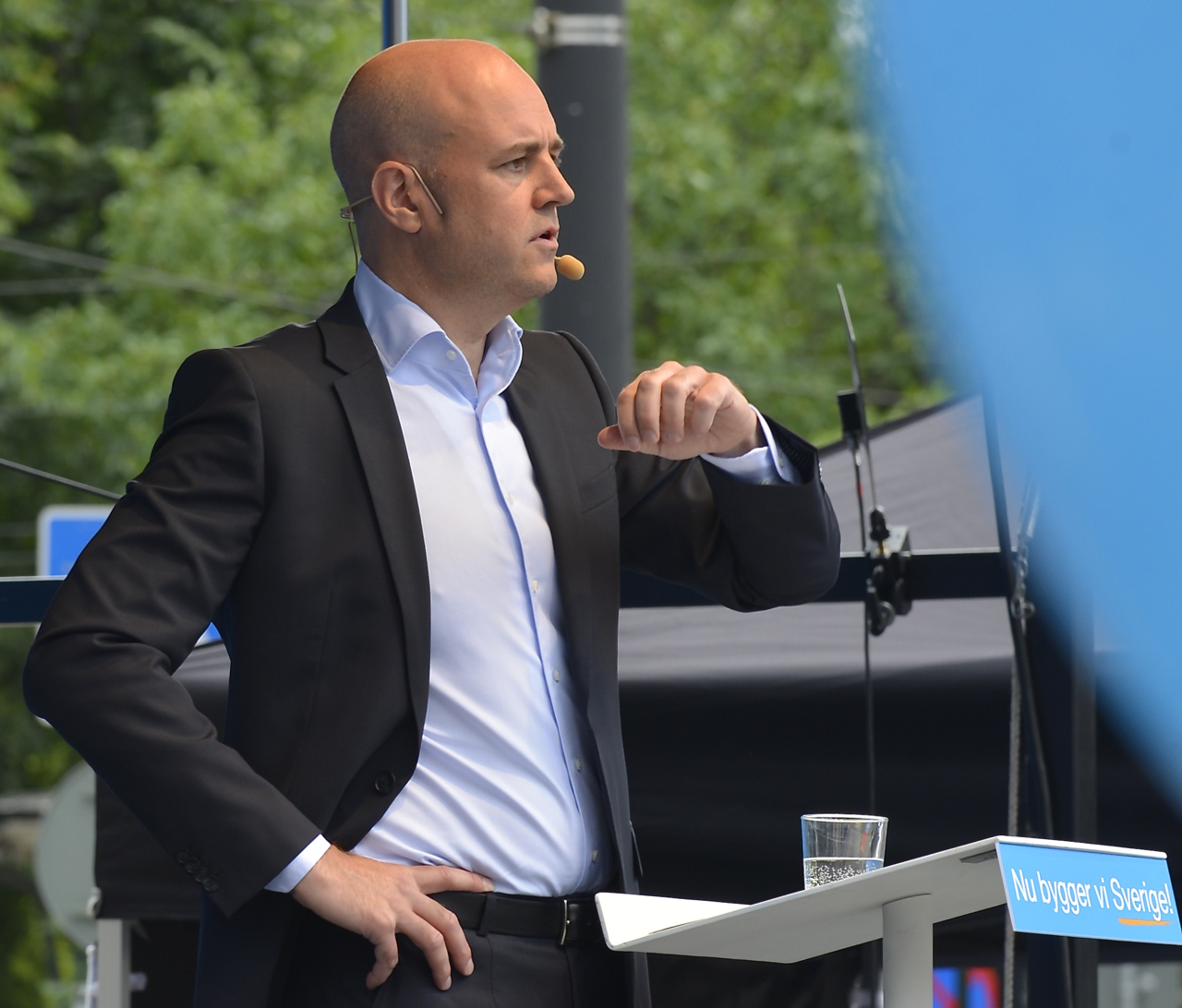
Fredrik Reinfeldt i sitt tal "Öppna era hjärtan" på Norrmalmstorg i Stockholm den 16 augusti 2014.

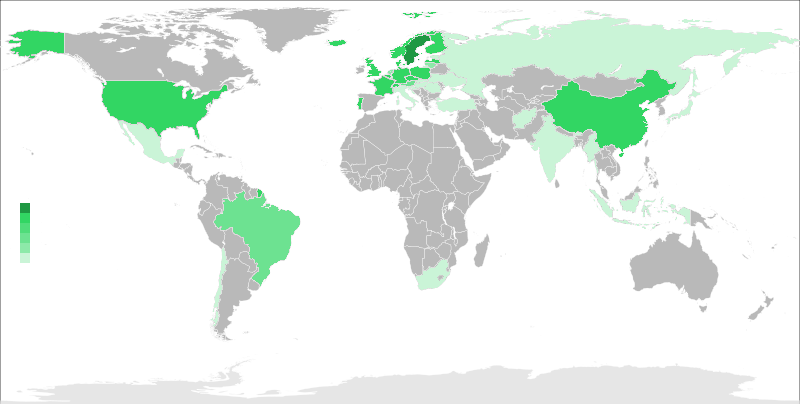
Officiella besök gjorda av Fredrik Reinfeldt som Sveriges statsminister.

I riksdagsvalet 2010 ökade Moderaterna sin röstandel till 30,06 procent men Alliansen fick en minoritet av rösterna och man fick inte egen majoritet med de 173 mandaten i riksdagen. Med Sverigedemokraternas inträde som "vågmästarparti" kunde regeringen sitta kvar, men med ett ökat krav att söka samförstånd med övriga oppositionspartier. Regeringspartierna hade inledningsvis en opinionsmässig medvind som från 2012 förbyttes i en allt kraftigare motvind, där speciellt Moderaterna tappade sympatisörer.
Regeringsarbetet präglades av en långsam återhämtning från finanskrisen 2008–2009 och en konsolidering av politiken från första mandatperioden. Den politiska debatten kom från 2013 mycket att domineras av några frågor där regeringen kom i försvarsläge, framför allt det dåliga resultatet för svenska elever i den internationella studien av skolresultat, Pisa, vinster i välfärden, bland annat utifrån de ekonomiska turerna som hade föregått nedläggningen av skolkoncernen JB Education, och frågan hur nyckelpersonerna i regeringen, däribland Reinfeldt, agerat i Nuonaffären.
Fredrik Reinfeldt hade under denna period, i motsats till den tidigare, inga större internationella engagemang. Kontakter med andra politiker var dock fortsatt gott, vilket också markerades av den amerikanske presidenten Barack Obamas besök i Stockholm i september 2013.

### Avgång
Regeringen förlorade riksdagsvalet 2014, inte minst eftersom Moderaterna gick kraftigt tillbaka till 23,33 %. På valkvällen den 14 september 2014 meddelade Fredrik Reinfeldt sin avsikt att lämna in sin och regeringens avskedsansökan till talmannen. Näst efter E.G. Boström under 1890-talet var Reinfeldt då den icke-socialdemokratiske statsminister som haft den längsta oavbrutna ämbetstiden i Sverige. Han informerade samtidigt om att han avsåg avgå som partiledare.
Den 31 december 2014 avgick han som riksdagsledamot och den 10 januari 2015 avgick han som partiordförande vid en extrastämma i Solna.

### Efter partiledartiden
I september 2015 utkom han med boken Halvvägs, en självbiografi om hans år i politiken. I januari 2016 förlänades han med H.M. Konungens medalj, i 12:e storleken med kedja, för extraordinära insatser som statsminister. I november 2016 utkom han med boken Nya livet.
Den 11 december 2015 nominerades han till ny ordförande för det internationella samarbetsorganet Extractive Industries Transparency Initiative, där han tillträdde formellt i februari 2016. Sedan mars 2016 jobbar han också som senior rådgivare åt den internationella finansjätten Bank of America Merrill Lynch, med ansvar för Europa, Mellanöstern och Afrika.
Under fyra avsnitt i tv-programmet Toppmötet på SVT intervjuade Reinfeldt fyra tidigare makthavare som han själv samarbetade med under sin tid som statsminister. Dessa var Condoleezza Rice, Anders Fogh Rasmussen, Tony Blair och Jens Stoltenberg. Programmet sändes mellan 29 december 2016 och 9 januari 2017.
Reinfeldt fick i uppdrag av regeringens Delegation för senior arbetskraft att författa delrapporten Att arbeta till 75 – En bra början som publicerades 2019.
Reinfeldt var 2020 nominerad till en styrelseplats i Djurgårdens IF Fotboll, men det saknades majoritet bland de 264 medlemmarna på årsmötet. 25 mars 2023 valdes han till ordförande för Svenska Fotbollförbundet. Reinfeldt, som var valberedningens förslag, fick 143 röster medan motkandidaten Lars-Christer Olsson, tidigare generalsekreterare i Europeiska fotbollsförbundet, fick 111 röster. När Reinfeldt inför nästa förbundsmöte 2025 inte fick valberedningens stöd för en ny period på posten drog han tillbaka sin omvalskandidatur.

## Politiska ställningstaganden

### Inrikespolitik
Såsom tongivande bakom programmet för De nya Moderaterna är Fredrik Reinfeldts ståndpunkter i inrikespolitiska frågor närmast identiska med detta program. Att få så många som möjligt i arbete är det centrala målet, vilket ska uppnås genom riktade skattelättnader för yrkesverksamma samt genom lägre ersättningsnivåer i socialförsäkringar och strängare krav för att få socialförsäkringar och bidrag. Här uttalar Fredrik Reinfeldt att fokus är på låg- och medelinkomsttagare så deras vinst av yrkesarbete skall bli tydlig mot alternativ som svartarbete och försörjning från bidrag.
Medan flera grundläggande borgerliga ståndpunkter omfattas, som allmänt lägre skatter och att individ och företag skall ges valmöjligheter på statens bekostnad, så har Fredrik Reinfeldt samtidigt intagit en otraditionell ståndpunkt i andra klassiska moderata frågor. Förändring av arbetsrätten, med Lagen om anställningsskydd, LAS, i centrum, har givits låg prioritet, liksom en minskning av progressiviteten i skatteskalorna, speciellt vad gäller den så kallade värnskatten. Det senare kan dock ses i perspektiv av att avskaffandet av förmögenhetsskatten och fastighetsskatten, vilket skedde i början av första regeringsperioden, gynnade medelinkomsttagare och höginkomsttagare. Reinfeldt förde också en mindre försvarsvänlig politik än Moderaterna traditionellt gjort. Hans regering drev 2009 igenom ett avskaffande av värnplikten och 2013 kallade han försvaret ett särintresse och uttalade att han vid det tillfället inte såg något behov av ett territoriellt täckande försvar.

### Migrationspolitiken
Fredrik Reinfeldt har en bejakande ståndpunkt till immigration till Sverige. Hans tal 15 augusti 2014 i valupptakten, Öppna era hjärtan, fick stor uppmärksamhet, och diskuterades i eftervalsanalysen.

### Utrikespolitik
Fredrik Reinfeldt är positiv till globaliseringen i världen och är uttalat varm anhängare av EU-samarbetet. Under de första tre åren som statsminister inför FN:s klimatkonferens i Köpenhamn i december 2009 lade han mycket kraft på att försöka få till en ståndpunkt som kunde få brett internationellt gehör, vilket dock inte lyckades. I mer specifika utrikespolitiska frågor har Fredrik Reinfeldt i allmänhet intagit en lägre profil än sina företrädare, till exempel i Mellanösternkonflikten. Han har varit välkommen och besökt både George W. Bush och Barack Obama i Vita huset och också haft goda kontakter med flera av sina kollegor i Europa, främst då de med närstående politiska åsikter, som David Cameron i Storbritannien.
I frågan om turkiskt medlemskap i Europeiska unionen har Reinfeldt uttalat sitt stöd. I mars 2010 förlorade regeringen Reinfeldt en omröstning i riksdagen, där riksdagen i strid mot regeringens vilja beslutade att erkänna folkmordet på armenier, assyrier/syrianer och pontiska greker. Efter detta reagerade Turkiets premiärminister Recep Tayyip Erdoğan bl.a. genom att hota med att deportera 100 000 armenier som lever i Turkiet utan medborgarskap. Reinfeldt sade i en intervju i Sveriges Radio efter detta att han "förstår att han (Erdoğan) har reagerat" samtidigt som han beskrev Erdoğan som "en modig och på många sätt beundransvärd politiker". På frågan om Reinfeldt själv ansåg att de tidigare historiska händelserna var att betrakta som folkmord ville Reinfeldt inte svara ja utan sade istället att det hela var "komplicerat". I en intervju i den assyriska tidskriften Hujådå inför riksdagsvalet 2006 sa dock Reinfeldt att han stod bakom ett uttalande från samtliga partier i riksdagens utrikesutskott om att erkänna folkmordet.

## Utmärkelser
- Hans Majestät Konungens medalj,  januari 2016
- Stara Planina-orden

[Redigera Wikidata]